# Epidryos
Epidryos là một chi thực vật có hoa trong họ Rapateaceae.